# 神戸市立花山小学校
神戸市立花山小学校（こうべしりつ はなやましょうがっこう）は、兵庫県神戸市北区花山東町にある市立小学校。

## 沿革
- 1976年
  - 4月 - 神戸市立谷上小学校より分離開校
  - 6月 - 校章制定。
  - 10月 - 校歌制定。

## 教育目標
以下は2007年当時。
- 汗声愛美
  - 汗:働くことをいとわない 努力を続ける 元気に学び、遊ぶ
  - 声:自ら挨拶をする 適切な言葉遣いをする 相手の話を聴き、学ぶ
  - 愛:親切にする 仲よく助け合う 自他を愛する
  - 美:身の回りを美しくする 自然を大切にする 美しい心を培う
- 重点目標
  - 自信に満ち、やる気を持った、親切な子

## 通学区域
- 神戸市北区[1][2]
  - 大池見山台、幸陽町1 - 3丁目、花山台、花山中尾台1 - 3丁目、花山東町、山田町上谷上

## 交通・アクセス
- 神戸電鉄有馬線花山駅 徒歩7分
- 阪急バス・神姫バス「花山東町」徒歩3分

## 進学先中学校
- 神戸市立大池中学校

## 通学区域が隣接している学校
- 神戸市立大池小学校
- 神戸市立谷上小学校